# ジョセフ・クック
ジョー(Joe)ことジョセフ・クック（Joseph Cook、1985年4月7日 - ）は、アメリカ合衆国のバスケットボール指導者。
2010年から3年間NBAのサクラメント・キングスでビデオコーディネーターを
務めたのち、2013-14シーズン、NBLカナダのブランプトンでアシスタントコーチを務めた。
パスポートを更新するためにアメリカ領事館内で列に並んでいた際、ドウェイン・ケイシーがクックの真うしろにいて、そこで会話が始まったのがきっかけで秋田を紹介された。
2014年、bjリーグの秋田ノーザンハピネッツと契約しアシスタントコーチに就任したクックは、ヘッドコーチである長谷川誠を、主に攻撃面で補佐し、秋田は2014-15シーズンと2015-16シーズンと2シーズン連続でファイナルズに進出した。秋田の選手だったリチャード・ロビーは、クックが長谷川の指揮を助け、秋田にNBAのスタイルや考え方を持ち込んだと評価した。
bjリーグからBリーグとなった2016-17シーズン、秋田は1部リーグであるB1に所属したが、18チーム中15位となり、2部リーグであるB2に降格した。この年の契約満了をもってクックは秋田のコーチから退いた。
2017年7月、B2の山形ワイヴァンズと2年間の契約を結び、エグゼグティブ・コーチに就任した。通常チームの指揮はヘッドコーチが執るが、Bリーグの規程ではヘッドコーチに就任するためには日本バスケットボール協会発行のコーチライセンスが必要であったため、山形はライセンスを所持する元鹿児島レブナイズアシスタントコーチ兼通訳の小関ライアン雄大をヘッドコーチに置き、その上位にあたるエグゼクティブコーチのクックが実質的な指揮を行う体制を採用した。
2018年3月、山形は戦績不振を理由としてクックとの契約を解除した。2018年7月、三遠ネオフェニックスのアソシエイトヘッドコーチに就任。
2019年1月16日、大麻取締法違反の疑いで逮捕される。同日付で三遠ネオフェニックスはクックとの契約を解除した。

SNSを消去し、その後の消息は不明である。

## ヘッドコーチ成績
| チーム | シーズン | G  | W  | L  | W–L% | シーズン結果 | PG | PW | PL | PW–L% | 最終結果 |
| ------ | -------- | -- | -- | -- | ---- | ------------ | -- | -- | -- | ----- | -------- |
| 山形   | 2017-18  | 46 | 19 | 27 | .413 | 解雇         | -  | -  | -  | –     | -        |

## 参考資料
1. ↑  Drew Ebanks (2014年9月3日). “Brampton A’s Assistant Joe Cook Lands Coaching Job in Top Asian League”. 2017年7月31日閲覧。
2. ↑  “第7回 山形ワイヴァンズ・エクゼクティブコーチ / ジョセフ・クック” (2019年1月16日). 2019年1月16日閲覧。
3. 1 2 3  須貝徹 (2017年7月4日). “【Bリーグ】山形の新設ECに前秋田のクック氏、新HCの小関氏と２トップ体制”. スポーツ報知 2017年7月31日閲覧。
4. ↑  Ed Odeven (2016年5月12日). “Final Four to bring curtain down on league”. ジャパンタイムズ 2017年7月31日閲覧。
5. ↑  “山形ワイヴァンズB1昇格へクック・コーチ全権指揮”. 日刊スポーツ. (2017年7月5日) 2017年7月31日閲覧。
6. ↑  “ジョセフ・クックEC契約解除及び石川裕一AC復帰のお知らせ” (2018年3月27日). 2018年3月27日閲覧。
7. ↑  “2018-19シーズン スタッフ体制決定のお知らせ” (2018年7月3日). 2018年7月3日閲覧。
8. ↑  “ジョセフ・クックAHC　契約解除のお知らせ” (2019年1月16日). 2019年1月16日閲覧。